# Valentí Moragas i Roger
Valentí Moragas i Roger (Barcelona, 1902 - Barcelona, 28 d'agost de 1970) va ser un escriptor, periodista i comediògraf català. Va escriure en castellà i català.
Llicenciat en dret per la Universitat de Barcelona. Va exercir en el camp del periodisme i de la literatura en la premsa escrita barcelonina, on va exercir diferents tasques: crític teatral del Diari de Barcelona, redactor del Noticiero Universal, col·laborador de Ràdio Barcelona,... També va dirigir la secció literària de diverses publicacions enciclopèdiques. Segons Nestor Luján, parlava sempre en castellà i no permetia que li parlessin en català, perquè volia ser escriptor en llengua castellana
Va fundar el primer teatre de cambra de l'Estat espanyol i va escriure diverses obres dramàtiques, entre elles: La culpable (1935), L'administrador (1936), La gàbia (1939), Demà, l'amor (1941) i El retrat d'Irene ("Premio Jocs Florals de Barcelona", 1952), en castellà; i Romeu de 5 a 9, escrita en col·laboració amb Lluís Elias, que va superar les mil representacions als escenaris barcelonins. També va ser autor d'una novel·la: El destí s'imposa, i d'alguns llibres de viatge i d'assaig.. Va rebre els premis de ràdio i de premsa.

## Teatre
- 1935: La culpable.
- 1940: La jaula. Estrenada al Teatre Victòria de Barcelona.
- 1941: Mañana, el amor. Estrenada al Teatre Urquinaona de Barcelona.
- 1942: Gastos secretos. Estrenada al Teatre Urquinaona de Barcelona.
- 1957: Romeu: de 5 a 9. Comèdia en tres actes. Amb la col·laboració de lluís Elias. Estrenada al Teatre Romea de Barcelona. Protagonitzada per Joan Capri.